# 百货大楼 (天津)

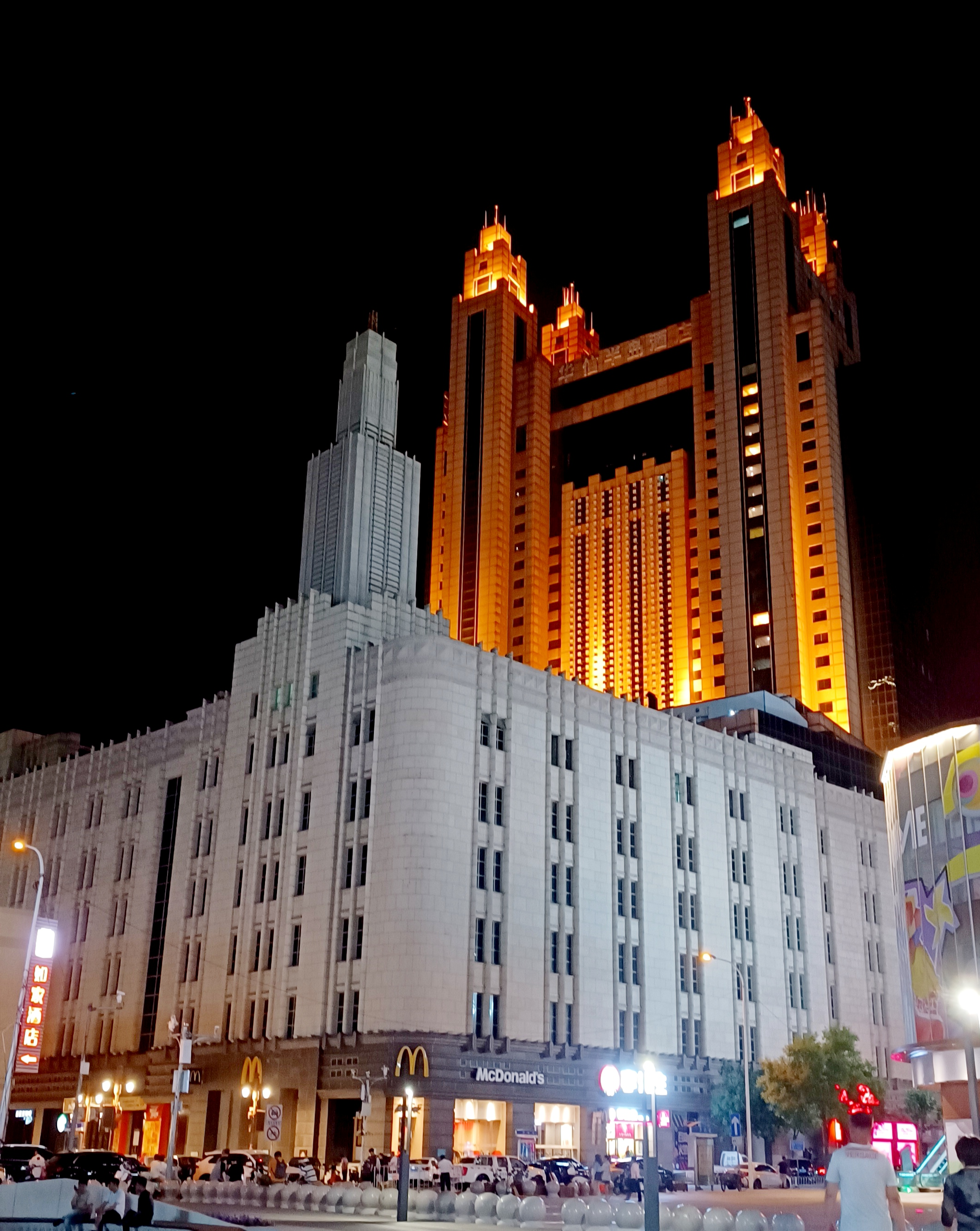
天津百货大楼，前方白色建筑是旧百货大楼，后面高层建筑是新百货大楼

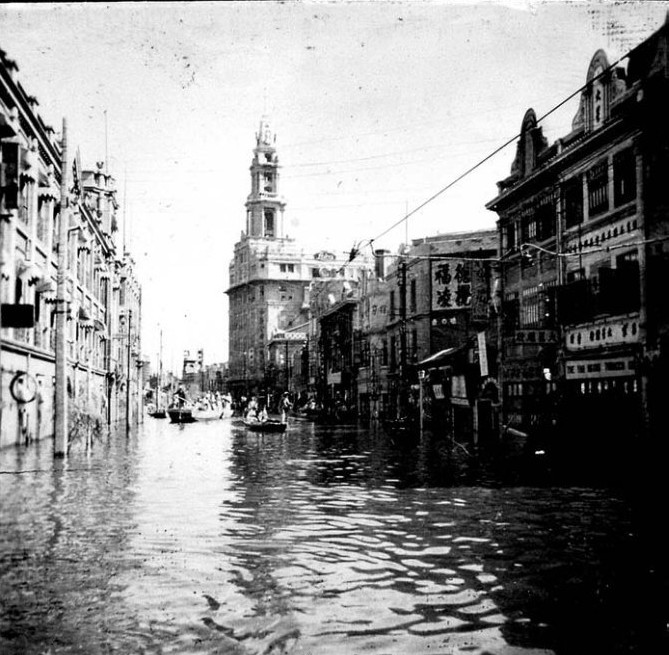
1939年天津水灾的旭街(現和平路), 背景可見中原百货大楼

百货大楼又称天津百货大楼，是一个坐落在中国天津市和平区和平路的商业建筑。该建筑前身为始建于1926年的中原百货，目前，天津百货大楼为“中华老字号”企业，也是华北地区第一家大型国营百货公司和中国十大百货商店贸易联合会最早的成员之一。

## 历史和现状
位於原日租界的百货大楼的前身是始建于1926年并于1928年1月1日开业的中原公司總店，1949年，原日租界的中原公司總店更名为天津百货大楼。目前，百货大楼内部营业面积2万平米，内部设有11个商场，经营3万多个品种。
2010年振华百货集团收購百货大楼60%股權。

## 建筑设计
百货大楼的建筑风格为哥特式风格，大楼顶部设有2座双塔式的高塔，为天津市标志性建筑之一。大楼主体为六层，顶部尖塔与楼房高度相等，全高六十多公尺，俯视海河，设有垂直电梯。中原公司大楼作为当时天津第一高楼以专营高档日用百货而闻名华北，其中，1至3層樓為售貨廳，經營洋廣雜貨、布匹、服裝、食品等；4、5兩層開設游藝廳、戲院；6、7層是露天花園並附設酒樓。

## 内部链接
- 和平路商业街